# Parowan
Parowan és una població dels Estats Units a l'estat de Utah. Segons el cens del 2000 tenia 2.565 habitants.

## Demografia
Segons el cens del 2000, Parowan tenia 2.565 habitants, 893 habitatges, i 682 famílies. La densitat de població era de 169,6 habitants per km².
Dels 893 habitatges en un 37,2% hi vivien nens de menys de 18 anys, en un 65,6% hi vivien parelles casades, en un 6,9% dones solteres, i en un 23,6% no eren unitats familiars. En el 21,3% dels habitatges hi vivien persones soles l'11,6% de les quals corresponia a persones de 65 anys o més que vivien soles. El nombre mitjà de persones vivint en cada habitatge era de 2,84 i el nombre mitjà de persones que vivien en cada família era de 3,33.
Per edats la població es repartia de la següent manera: un 31,2% tenia menys de 18 anys, un 8,5% entre 18 i 24, un 21,9% entre 25 i 44, un 20,3% de 45 a 60 i un 18,2% 65 anys o més.
L'edat mediana era de 36 anys. Per cada 100 dones de 18 o més anys hi havia 92 homes.
La renda mediana per habitatge era de 32.426 $ i la renda mediana per família de 36.548 $. Els homes tenien una renda mediana de 30.170 $ mentre que les dones 17.036 $. La renda per capita de la població era de 14.859 $. Entorn del 7,8% de les famílies i l'11% de la població estaven per davall del llindar de pobresa.

## Poblacions més properes
El següent diagrama mostra les poblacions més properes.